# Districtul Makouda
Makouda este un district din provincia Tizi-Ouzou, Algeria.